# Гркович, Трайко
Трайко Гркович (серб. Трајко Грковић; 19 декабря 1919, Урошевац — 12 сентября 1943, Урошевац) — югославский рабочий, партизан Народно-освободительной войны Югославии и Народный герой Югославии.

## Биография
Родился в 1919 году в Урошеваце. Школу бросил в раннем возрасте, работал на заводе «Бата».
На фронте Народно-освободительной войны Югославии с 1941 года. Работал в Союзе коммунистической молодёжи Югославии, занимаясь вербовкой добровольцев и создавая новые ячейки Союза.
Убит в 1943 году албанскими радикальными националистами в доме, в котором прятался от полиции.

## Память
- Звание Народного героя Югославии присвоено указом Иосипа Броза Тито от 6 июля 1953.
- Дом, в котором Гркович был убит, теперь является домом-музеем на центральной улице Урошеваца.
- В центре Урошеваца установлен бюст перед бывшим зданием администрации общины: рядом стоят бюсты Народных героев Югославии Пеко Тепавчевича и Милана Зечара.
- В Урошеваце также имя Грковича носят улица, автомотоциклетное общество и различные организации.
- Потомки Грковича и по сей день проживают в Урошеваце.